# نظام إحصاء الأصوات

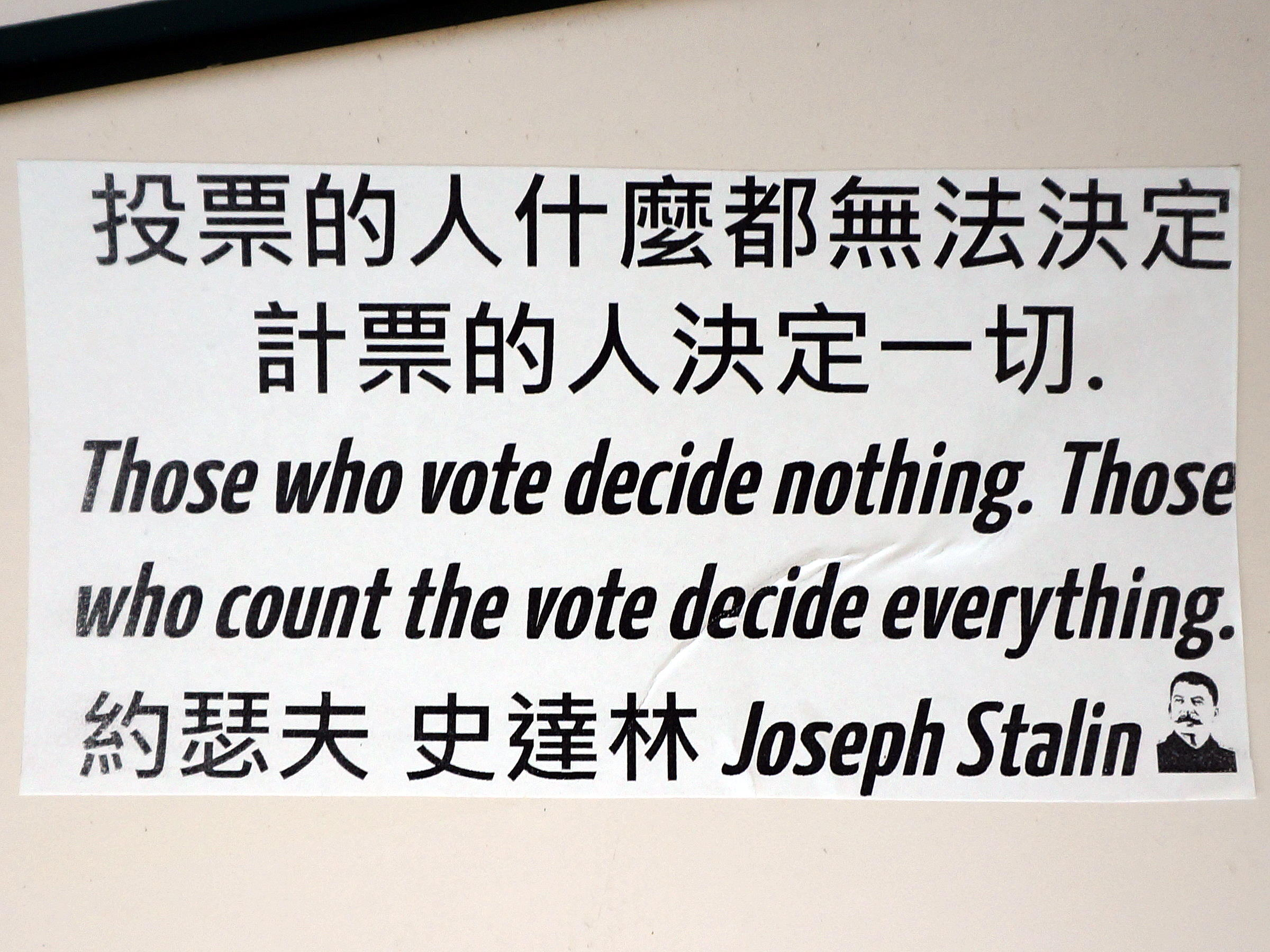

توجد عدة طرق يمكن من خلالها إحصاء مجموع الأصوات التي تم الإدلاء بها في العملية الانتخابية، قبل تطبيق نظام التصويت للحصول على فائز واحد أو أكثر.

## الإحصاء اليدوي
ويتطلب الإحصاء اليدوي بطاقة اقتراع مادية تمثل رغبة الناخب. تتم قراءة بطاقات الاقتراع المادية وتفسيرها؛ ثم تتم جدولة النتائج بشكل فردي. وتستخدم هذه الطريقة في السويد على سبيل المثال، ويتم إجراؤها على النحو التالي. ويقوم الناخب بالإدلاء بصوته في ثلاثة اقتراعات، اقتراع واحد لكل عملية انتخابية من العمليات الانتخابية الثلاث (الوطنية والإقليمية والمحلية)، وكل اقتراع في مظروف مختوم. ويكون اسم الحزب والمرشح مطبوعين مسبقًا على بطاقة الاقتراع أو يمكن للناخب كتابتهما في بطاقة اقتراع فارغة. وعند انتهاء التصويت، يتم فتح جميع المظاريف على طاولة الإحصاء، بالنسبة لعملية انتخابية واحدة في فترة زمنية واحدة. ويتم فرز البطاقات في أكوام حسب الحزب، والتحقق من مدى صحة الاقتراع. ويتم بعد ذلك إحصاء الأكوام يدويًا، بينما يتواجد المراقبون حول الطاولة للمتابعة. ويتم تسجيل العدد، ويتم إحصاء نفس الكومة مرة أخرى. إذا حدث اختلاف في النتائج، فإنه يتم الإحصاء مرة ثالثة. وعندما يتم إحصاء جميع الأكوام وتكون النتائج متوافقة، يتم اعتماد النتيجة وإرسالها لمركز الفرز الرئيسي. ويتم الإعلان عن العدد كما يرد، للسماح لأي شخص بالتحقق مرة أخرى من الفرز ومراجعة البيانات الأولية. وعلى ما يبدو أن هناك مستوى عاليًا من الثقة في هذا النظام فيما بين الناخبين، كما يتضح من عدم وجود انتقادات له.
ويمكن استخدام مثل هذا النظام لعمليات إعادة الإحصاء في المناطق التي تُستخدم فيها نظم فرز ميكانيكية أو آلية.

## الإحصاء باستخدام المسح الكهروميكانيكي والبصري
يتم تجميع بطاقات الاقتراع، التي عادة ما تكون بطاقات مثقوبة أو بطاقات تحسس العلامات، ووضعها في آلة لفرز مجاميع الأصوات. ويمكن إجراء الفرز لكل بطاقة اقتراع فردية، أو على دفعات.

## الفرز (الميكانيكي) للأصوات المسجلة مباشرة
يقوم الناخبون باختيار مفاتيح (رافعات) أو دفع شرائح بلاستيكية عبر فتحات أو دفع أزرار ميكانيكية تعمل على زيادة العداد الميكانيكي (الذي يُسمى في بعض الأحيان عداد المسافات) الخاصة بالمرشح المناسب.

## الفرز الإلكتروني للأصوات المسجلة مباشرة
يتم تسجيل بيانات التصويت وصور بطاقات الاقتراع في مكونات ذاكرة. ويتم تخزين فرز بيانات التصويت في ذاكرة قابلة للإزالة وفي شكل نسخ مطبوعة. وقد يتيح هذا النظام أيضًا وسيلة لإرسال بطاقات الاقتراع الفردية أو مجاميع الأصوات لأحد المواقع المركزية للتحقق من النتائج وإعداد تقارير بالنتائج من الدوائر الانتخابية في الموقع المركزي. وهذا التجميع يمكن أن يكون أي مجموعة فرعية من الأجهزة، مثل أجهزة التصويت الموجودة في مركز الاقتراع أو جميع أجهزة الاقتراع الموجودة في الدائرة الانتخابية، وما إلى ذلك.

## وصلات خارجية
- The Election Technology Library research list - A comprehensive list of research relating to technology use in elections.
- E-Voting information from ACE Project
- AEI-Brookings Election Reform Project
- Electronic Voting Systems على مشروع الدليل المفتوح
- Voting and Elections by Douglas W. Jones: Thorough articles about the history and problems with Voting Machinery
- Selker, Ted Scientific American Magazine Fixing the Vote October 2004
- The Machinery of Democracy: Voting System Security, Accessibility, Usability, and Cost from Brennan Center for Justice at NYU School of Law
- An index of articles on vote counting from the ACE Project guide to designing and administering elections